# Stan Jones (Footballspieler)
Stanley Paul „Stan“ Jones (* 24. November 1931 in Altoona, Pennsylvania; † 21. Mai 2010 in Broomfield, Colorado) war ein US-amerikanischer American-Football-Spieler und -Trainer. Er spielte in der National Football League (NFL) bei den Chicago Bears und den Washington Redskins in der Offensive und in der Defensive Line. 

## Jugend
Stan Jones wurde in Altoona geboren, er wuchs jedoch in Harrisburg auf. Sein Vater Paul Jones arbeitete dort bei einer Telefongesellschaft. Ab 1945 besuchte er die High School, wo er Football spielte, aber auch als Leichtathlet auf sich aufmerksam machte. Nach seinem Schulabschluss im Jahr 1949 erhielt er ein Stipendium an der University of Maryland.  

## Spielerlaufbahn

### Collegekarriere
Stan Jones studierte von 1950 bis 1953 an der University of Maryland. Er spielte College Football für die dortige Mannschaft, die Maryland Terrapins, als Tackle, sowohl in der Offensive Line, als auch in der Defensive Line. Im Jahr 1951 gewann seine Mannschaft alle zehn Spiele. Damit belegten sie den ersten Platz in der Southern Conference und nahmen den dritten Platz in der nationalen College-Meisterschaft ein. Am 1. Januar 1952 spielte Jones mit seiner Mannschaft im Sugar Bowl gegen die University of Tennessee, die mit ihrer Mannschaft den ersten Platz in der nationalen Collegemeisterschaft belegte. Die Terrapins konnten das Spiel mit 28:13 gewinnen. Im folgenden Jahr gewannen sie schließlich die Meisterschaft in der Atlantic Coast Conference und wurden zum nationalen Titelträger ernannt. In diesem Jahr hatten sich die Terrapins auch für den Orange Bowl qualifiziert. Das Spiel gegen die University of Oklahoma ging mit 7:0 verloren.
1953 war für Stan Jones auch persönlich ein erfolgreiches Jahr. Er wurde in diesem Jahr zum All-American gewählt, erhielt den Knute Rockne Award und nahm zudem am College-All-Star-Game gegen die Detroit Lions teil. In den Jahren 1951–1953 wurde Stanley Jones von seinem College aufgrund seiner sportlichen Leistungen ausgezeichnet.

### Profikarriere
Im Jahr 1953 wurde Stan Jones von den von George Halas betreuten Chicago Bears in der fünften Runde an 54. Stelle gedraftet. Jones konnte jedoch nicht sofort für die Bears auflaufen, er musste zunächst seinen Wehrdienst bei der US Army ableisten. In Fort Belvoir, Virginia, spielte er in einer Militärmannschaft und wurde von Al Davis trainiert. Nach Beendigung seines Wehrdienstes konnte Jones im Jahr 1954 zum ersten Mal für die Bears auflaufen. Die Bears waren eines der Spitzenteams in der NFL, zahlreiche All-Star-Spieler wie Ed Sprinkle, George Blanda, Harlon Hill oder Bill George standen bei den Bears unter Vertrag. 
1956 hatte Paddy Driscoll das Traineramt bei den Bears übernommen und Jones konnte mit seiner Mannschaft zum ersten Mal in das NFL-Meisterschaftsspiel einziehen. Gegner waren die New York Giants, die sich mit 47:7 gegen die Bears durchsetzen konnten. Im Jahr 1963 konnte Stan Jones mit den Bears zum zweiten Mal in das NFL Endspiel einziehen. Die Bears, die mittlerweile wieder von George Halas trainiert wurden, hatten in der regular Season elf von 14 Spielen gewonnen und trafen im Endspiel erneut auf die Giants. Diesmal behielt das Team aus Illinois mit 14:10 die Oberhand.
Nach der Saison 1965 wechselte Jones zu den von Otto Graham betreuten Washington Redskins und beendete nach einer weiteren Spielrunde 1966 seine Spielerlaufbahn.

## Trainerlaufbahn
Stan Jones wurde 1967 Assistenztrainer von Lou Saban bei den Denver Broncos, die in der American Football League (AFL) angesiedelt waren. Er war der Fitnesstrainer des Teams. Diese Funktion hatte er unter Lou Saban von 1972 bis 1976 auch bei den Buffalo Bills inne. Nach seiner Zeit in Buffalo kehrte er zu den Broncos zurück. Nach weiteren Stationen als Fitnesstrainer bei den Cleveland Browns und New England Patriots beendete er nach der Saison 1991 seine Footballlaufbahn in der NFL. Im Jahr 1998 kehrte er noch einmal zum Footballsport zurück und übernahm eine Stelle als Assistenztrainer bei den Scottish Claymores in der NFL Europe (NFLE).

## Abseits des Spielfelds
Stan Jones war verheiratet. Seine Frau starb im Jahr 2002. Er selbst starb im Jahr 2010 an einem Hirnschlag. Stan Jones hinterließ eine Tochter und drei Söhne.

## Ehrungen
Stanley Jones spielte siebenmal im Pro Bowl und wurde sechsmal zum All-Pro gewählt. Er ist Mitglied in der Pro Football Hall of Fame, in der College Football Hall of Fame, in der Pennsylvania Sports Hall of Fame und in der University of Maryland Athletic Hall of Fame. Die Chicago Bears ehren ihn in ihrer Hall of Fame und auf dem Chicago Bears Ring of Honor.